# سونگ دونگلون
سونگ دونگلون (انگلیسی: Song Donglun؛ زادهٔ ۲۶ آوریل ۱۹۹۱) بازیکن زن واترپلو اهل چین است.
وی در مسابقات کشوری و بین‌المللی در مجموع برندهٔ ۱ مدال طلا، ۱ مدال نقره، ۱ مدال برنز شده‌است.